# Résilience (physique)
Pour les articles homonymes, voir Résilience.
La résilience est la capacité d'un matériau à absorber l'énergie d'un choc en se déformant (déformation rapide). On distingue les matériaux fragiles (céramiques, certains aciers et plastiques), des matériaux ductiles (beaucoup de métaux et de plastiques). Les matériaux fragiles, comme le verre, peuvent avoir un domaine élastique (déformation réversible) plus ou moins important, mais pas de domaine plastique (déformation permanente). Beaucoup de matériaux (mais pas les céramiques) possèdent un domaine élastique et un domaine plastique. Il en est ainsi des aciers de construction (bâtiment, machines, appareils à pression) qui sont normalement exploités dans leur domaine élastique mais peuvent se déformer au maximum jusqu'à 20 % (aciers de charpentes) ou 30 % (cas des aciers inoxydables austénitiques) avant de se rompre. D'autres aciers spéciaux utilisés en mécanique n'ont pas de domaine plastique et cassent « comme du verre » dès que leur limite d'élasticité est atteinte. L'étendue de ces domaines est très fortement liée aux conditions de température, tel un caramel selon qu'il sort du congélateur ou qu'il a chauffé sur un radiateur. Un acier donné n'aura pas la même résilience à 50 °C qu'à −50 °C. Ainsi, on associe toujours une valeur de résilience (on parle plus précisément de résistance à la flexion par choc) à une température donnée (ex. : 27 J à −20 °C).
La résilience désigne aussi la capacité d'un matériau à reprendre sa forme initiale après déformation (Propriété utilisée pour la lame contact d'un thermostat qui se déforme suite à l'élévation de température et revient à sa forme initiale à température normale. )
Dans le cas des matériaux fragiles, la résilience est caractérisée par l'énergie nécessaire pour déformer et rompre le matériau lors d'un choc par un objet percuteur. Dans le cas des matériaux élastomères, l'éprouvette n'est pas rompue, la résilience est caractérisée par la proportion d'énergie restituée à l'objet percuteur qui rebondit à la suite du choc.

## Résilience des aciers

### Norme
Pendant longtemps, il y a eu en France deux normes distinctes pour l'essai de résilience Charpy de l'acier et l'essai de flexion par choc de l'acier sur éprouvette bi-appuyée (entaille en V). Depuis octobre 1990, il n'y a plus qu'une seule norme, valable dans toute l'Union européenne, Matériaux métalliques – Essai de flexion par choc sur éprouvette Charpy. À l'occasion de la procédure de révision périodique, cette norme a été confirmée récemment. Son texte est à la base de la norme internationale ISO 148-1.
On peut aussi citer la norme ASTM E23-96 qui, en plus de l’essai Charpy classique, décrit l’essai de résilience Izod. Dans l’essai Izod, l’éprouvette a une longueur de 75 mm (au lieu de 55 mm pour l’éprouvette Charpy) et l’entaille en V est pratiquée à 28 mm de l’une des extrémités. L’autre extrémité est encastrée verticalement jusqu’au niveau de l’entaille (d’où la désignation de cantilever-beam). Un couteau de choc spécial vient frapper la face entaillée à l’extrémité libre.

### Essai de résilience
Le tableau suivant liste quelques exemples d'essai de résilience :
| Technique      | Méthode           | Répartition des contraintes | Vitesse (m/s) | Longueur de l'éprouvette (mm) | Position de l'éprouvette |
| -------------- | ----------------- | --------------------------- | ------------- | ----------------------------- | ------------------------ |
| Pendulaire     | Choc-traction     | Uniaxiale                   |               |                               |                          |
|                | Charpy            | Triaxiale                   | 3             | 55                            | Sur deux appuis          |
|                | Izod              | Triaxiale                   | 2 - 44        | 75                            | Encastrée                |
| Non pendulaire | Chute d'une masse | Biaxiale                    | 1 - 4         |                               |                          |

#### Essai Charpy
Source.
La définition de l'essai Charpy, encore communément appelé l'« essai de résilience », a eu 100 ans en 2001. Dès l'origine, il s'agissait de caractériser le comportement des métaux dans un essai de flexion par choc sur barreaux entaillés. Georges Charpy a contribué à rendre l'essai quantitatif et reproductible et a développé la machine d'essai correspondante. Les moutons-pendules actuels sont toujours construits sur le modèle décrit par Charpy en 1904, avec quelques variantes.
Officiellement le terme de résilience est réservé à l'énergie de rupture obtenue avec une éprouvette à entaille en U et divisée par la section sous entaille. Après avoir été exprimée en kg m/cm2, elle a été notée KCU et exprimée en J/cm2. Actuellement[Quand ?], cette notion et cette notation sont complètement abandonnées au profit de la notion d'énergie de rupture, une manière abrégée de désigner l'énergie absorbée par la rupture en flexion par choc sur éprouvette Charpy.
Certains puristes voulaient réserver l'appellation Charpy à l'éprouvette avec entaille en U, mais les normes actuelles considèrent que cette appellation s'applique aussi bien aux éprouvettes avec entaille en U qu'en V. Malgré cela, parler de résilience quand il s'agit d'une valeur en joules obtenue avec une éprouvette entaillée en V est un abus de langage. Pour éviter tout malentendu il vaut donc mieux renoncer à employer le terme de résilience. C'est loin d'être le cas dans la pratique, où du fait de la généralisation de l'essai sur éprouvette à entaille en V, on parle encore beaucoup d'essai de résilience Charpy V et de résilience KV. Pour réconcilier les « anciens » et les « modernes », on peut considérer que la résilience est une qualité de l'acier, dont le synonyme était la ténacité avant l'avènement de la mécanique de la rupture, et que sa mesure est l'énergie de rupture.
Une éprouvette entaillée est placée sur deux appuis. Le pendule est lâché d’une hauteur déterminée de façon à frapper l’éprouvette avec une vitesse entre 1 et 4 m/s. La hauteur de remontée du pendule après le choc permet de déterminer l’énergie nécessaire pour rompre l’éprouvette.

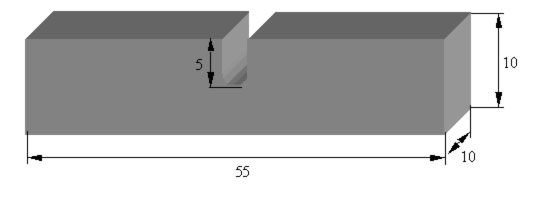
Éprouvette Charpy normalisée.

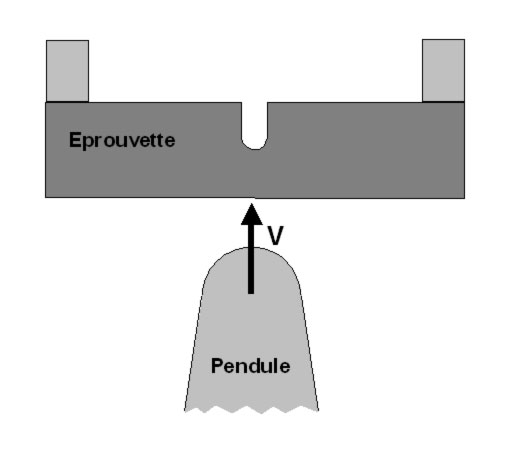
Essai Charpy.

## Désignation des aciers en fonction de leur résilience
La norme NF EN 10025 définit la désignation des aciers de construction non alliés. 
Elle a la forme : Lettre - Nombre - Symbole no 1 - Symbole no 2. 
Exemple : S 275 J2 désigne un acier de construction générale ayant une résistance élastique de 275 MPa et une résilience minimale garantie de 27 J à −20 °C.
Le symbole no 1 définit la résilience minimale garantie de l'acier à une température donnée.
| Résilience/Température | 20 °C | 0 °C | −20 °C | −30 °C | −40 °C | −50 °C | −60 °C |
| ---------------------- | ----- | ---- | ------ | ------ | ------ | ------ | ------ |
| 27 J                   | JR    | J0   | J2     | J3     | J4     | J5     | J6     |
| 40 J                   | KR    | K0   | K2     | K3     | K4     | K5     | K6     |
| 60 J                   | LR    | L0   | L2     | L3     | L4     | L5     | L6     |

## Résilience et hystérésis d'un élastomère
La résilience, souvent exprimée en pourcentage, d'un élastomère soumis à des efforts périodiques est égale, d'après la norme ASTM, au rapport de l'énergie restituée après déformation, à l'énergie fournie pour déformer l'élastomère.
L'hystérésis, en %, est le taux d'énergie perdu par période de déformation, soit 100 moins le taux de résilience.